# はぴねすくらぶ
株式会社はぴねすくらぶ（英: Happiness Club Co. Ltd.）は、福岡県福岡市に本社を置き、テレビショッピングなどを運営する商社型総合通信販売会社。2014年3月に株式会社メディア・プライスから社名変更した。
テレビ・ラジオショッピング事業では、全国100局を超える放送局から通販番組『はぴねすくらぶ』を放送する。キャッチコピーは「あなたの、笑顔に。はぴねすくらぶ」。

## 概要
1989年5月、不動産事業・店舗企画経営を目的として福岡県福岡市に有限会社メディアとして設立。
1994年からテレビショッピングを開始し、海外製品の輸入等貿易事業を主な業務とする。1995年から独自に健康補助食品や家庭用洗剤の製造販売も開始し、株式会社メディア・プライスに社名変更した。1999年からはカタログ通販を開始。2000年からはネット通販事業にも着手した。
その後、テレビ通販やカタログ通販で使用していた名称『はぴねすくらぶ』というブランド名を正式な社名にすることを決定、2014年3月に株式会社はぴねすくらぶに社名変更した。
現在は独自に開発・製造した商品に加え、他メーカーの商品など2000点以上の食品、健康食品、化粧品、ヘアケア用品、家具、寝具、家電、衣料品などを扱っている。
カタログ通販事業では、自社で開発した健康補助食品やヘアケア用品、美容品などを中心に掲載する「はぴねすくらぶ」、自社商品にくわえ他社メーカーの多彩な生活雑貨を掲載する「すてき通販」、婦人・紳士衣料を掲載する「Kona＆Kona」「Select Club for MEN」、旬の食品を掲載する「食選道場」など様々なカタログ誌を定期的に刊行する。
インターネット通販事業では、会員限定の特典やキャンペーンも行っている。
その他、医薬品事業や海外不動産事業も行っている。

## 沿革
- 1989年（平成元年）5月 - 有限会社メディア設立
- 1994年（平成6年）4月 - テレビショッピング開始
- 1995年（平成7年）
  - 3月 - 営業部開設、健康補助食品の製造販売を開始
  - 4月 - 資本金を1000万円に増資、商号を株式会社メディア・プライスに変更
  - 11月 - ロジスティクス部門開設
- 1996年（平成8年）2月 - 受注コールセンター部門開設、株式会社スタープライス（現子会社）に媒体企画部門を移管
- 1997年（平成9年）7月 - メディア・プライス本社ビル完成
- 1999年（平成11年）
  - 1月 - 会員向けカタログ「はぴねす」創刊
  - 5月 - 設立10周年、メディア・プライス第2ビル完成
- 2000年（平成12年）
  - 6月 - インターネット通販「メディア・プライスWEBショップ」での販売開始
  - 9月 - 会員向け通販カタログ「すてき通販」創刊
  - 11月 - メディア・プライス第3ビル完成、管理部門・営業部門を各ビルに統合
- 2001年（平成13年）
  - 2月 - 株式会社スタープライスを完全子会社化
  - 4月 - 資本金を4300万円に増資
- 2002年（平成14年）10月 - メディア・プライス ロジスティクスセンター完成
- 2004年（平成16年）5月 - 上海に美諦嗣国際貿易（上海）有限公司を設立
- 2006年（平成18年）10月 - プライバシーマーク認証取得
- 2007年（平成19年）5月 - メディア・プライスR&Dセンター完成
- 2009年（平成21年）12月 - メディア・プライスセントラルビル完成
- 2010年（平成22年）9月 - メディア・プライス総合物流センター完成
- 2014年（平成26年）3月 - 商号を株式会社はぴねすくらぶに変更
- 2015年（平成27年）11月 - 医薬品販売を開始
- 2016年（平成28年）7月 - 海外での不動産事業を開始
- 2017年（平成29年）4月 - はぴねすくらぶ公式ショッピングアプリをリリース（現在はサービス終了）
- 2019年（令和元年）11月 - 米国現地法人HAPPINESSCLUB USA, INC.設立

## 事業所
国内営業拠点
- はぴねすくらぶ セントラルビル：〒810-0042 福岡県福岡市中央区赤坂1-14-6
- はぴねすくらぶビル（本社）：〒810-0074 福岡県福岡市中央区大手門3-14-19
- はぴねすくらぶ第2ビル：〒810-0075 福岡県福岡市中央区港2-7-11
- はぴねすくらぶ R&Dセンター：〒810-0075 福岡県福岡市中央区港3-11-23
- はぴねすくらぶ 薬品：〒810-0041 福岡県福岡市中央区大名1-8-7

国内物流拠点
- はぴねすくらぶ 総合物流センター：〒811-0104 福岡県糟屋郡新宮町大字的野字吉原610-1
- はぴねすくらぶ ロジスティクスセンター：〒811-2414 福岡県糟屋郡篠栗町大字和田1034-6

海外関連会社
- 美諦嗣国際貿易（上海）有限公司：中国上海浦東新区東方路971号銭江大廈9F-C
- HAPPINESSCLUB USA, INC.

連結子会社
- スタープライス：〒810-0042福岡県福岡市中央区赤坂1丁目14−6

## 主な独自開発商品
- 薬用育毛剤 柑気楼（かんきろう）
- 薬用育毛剤 柑気楼健露（けんろ）
- 薬用発毛促進剤 新髪24潤成
- 野菜de活きるカラダ。
- 黒酢 黒酵にんにく卵黄
- カロリー専科生粋ぞうすい
- 北海道産 松前漬セット
- ヒアルロン酸コラーゲン 潤いバランス
- 三優美（みゆうび）
- ウェーブスライダー
- ウェーブスライダーパワーX
- お散歩ロード
- フットマッサージャーほぐほぐ先生
- ほぐほぐ先生 首・肩マッサージ枕
- ヘルシーダブルハットスチーマー
- ノンフライステンレスオーブン こんがりエアクッカー
- クイックジェットブレンダー
- FOURラウンドポリッシャー
- ウィングウェーブオイルヒーター
- 電動爪削り 職人の美技（びわざ）
- ロコアシスト[2]

## 主なテレビ・ラジオショッピング番組出演者
タレント
- 陣内貴美子 - 元バドミントン選手、スポーツジャーナリスト
- 金石昭人 - 元プロ野球選手、野球解説者
- 杉山愛 - 元女子プロテニス選手
- 谷川真理 - マラソン選手
- ジャガー横田 - 女子プロレスラー
- 肥後克広 - お笑いトリオ・ダチョウ倶楽部リーダー
- 清水よし子 - お笑い芸人・ピンクの電話メンバー
- 川野太郎 - 俳優
- 菊田あや子 - 芸能レポーター
- 中嶋順子 - フリーアナウンサー
- 冨永みーな - 声優、ナレーター
- 中山エミリ - 女優、タレント
- 乾貴美子 - タレント
- 上野敏子 - ローカルタレント
- 谷上奈津美 - ローカルタレント
- 信川竜太 - ローカルタレント
- 井上麻子 - ラジオDJ
- 杉崎真宏 - ラジオ俳優

社員キャスター
- 若松晃
- 堀田和豊
- 井上卓哉
- 宇野明大
- 浅岡栄嗣

## 主なCM出演者
- 八代亜紀 - 歌手
- デヴィ夫人 - タレント
- かたせ梨乃 - 女優
- 川野太郎 - 俳優
- 陣内貴美子 - 元バドミントン選手、スポーツジャーナリスト
- 金石昭人 - 元プロ野球選手、野球解説者
- 谷川真理 - マラソン選手
- 杉山愛 - 元女子プロテニス選手
- 有村智恵 - 女子プロゴルファー
- 宇野昌磨 - 男子フィギュアスケート選手

## 主なスポンサー番組

### 現在
テレビ
- 「散歩シリーズ」の筆頭スポンサーを長らく務めている。
  - じゅん散歩（テレビ朝日）
- 大下容子 ワイド!スクランブル（テレビ朝日）
- ウイニング競馬（BSテレ東）

ラジオ
- Happy Hour Party!（JFN）
- 大竹まこと ゴールデンラジオ!（文化放送）
- くにまる食堂（文化放送）
- おとなりさん（文化放送）
- ちょうどいいラジオ（FMヨコハマ）
- Tresen（FMヨコハマ）
- 北野誠のズバリ（CBCラジオ）
- つボイノリオの聞けば聞くほど（CBCラジオ）
- 桑原征平粋も甘いも（朝日放送ラジオ・木曜日のみ）
- LOVE FLAP（FM大阪）
- ヤマヒロのぴかッとモーニング（MBSラジオ、2024年4月1日 - ）
- 夕方もポチッとＭラジ（MBSラジオ）
- MOTIVE!!（bayfm、2022年4月1日 - ）
- miracle!!（bayfm、2022年4月4日 - ）
- bayfm It!（bayfm、2022年4月4日 - ）
- アサデス。ラジオ（KBCラジオ）
- PAO～N（KBCラジオ）
- Toi toi toi（RKBラジオ）
- 電リクじゃんけん（RKBラジオ）
- ジェーン・スー 生活は踊る（TBSラジオ、2023年4月 - ）
- 金曜ワイドラジオTOKYO えんがわ（TBSラジオ、2023年4月 - 。同年10月からは異例の一番組内で2回〈14時台・16時台〉放送となった）
- GOOD MO-NII（FM COCOLO、2025年4月 - ）

### 過去
テレビ
- スーパーモーニング→モーニングバード（テレビ朝日）
- ちい散歩→若大将のゆうゆう散歩（テレビ朝日）
- おもいッきりイイ!!テレビ（日本テレビ）
- 朝だ!生です旅サラダ（朝日放送・ヒッチハイク）
- 上沼恵美子のおしゃべりクッキング（朝日放送テレビ・隔日スポンサー）

ラジオ
- ACTION（TBSラジオ）
- FLiPLiPS（FM802）
- J-BREAK（ZIP-FM）
- Groovin' TODAY（@FM (FM AICHI)）
- くにまるジャパン 極（文化放送、2020年3月30日 - ）
- ありがとう浜村淳です（平日版）（MBSラジオ、 - 2024年3月29日）
- 上泉雄一のええなぁ!（MBSラジオ）
- ガブリナ（九州朝日放送）
- たまむすび（TBSラジオ、2022年9月 - 2023年3月、月～木）
- 荻上チキ・Session（TBSラジオ）
- CIAO 765（FM COCOLO）